# NGC 3696
NGC 3696 је спирална галаксија у сазвежђу Пехар која се налази на NGC листи објеката дубоког неба.
Деклинација објекта је - 11° 16' 59" а ректасцензија 11h 28m 43,9s. Привидна величина (магнитуда) објекта NGC 3696 износи 14,1 а фотографска магнитуда 14,8.